# زلنیکا

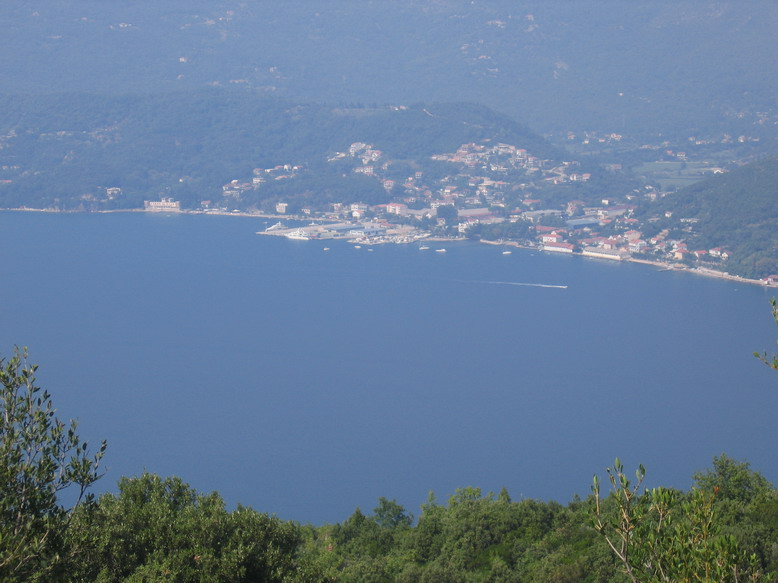
نمایی از شهر زلنیکا در کشور مونته‌نگرو - ۲۰۰۷

شهر زلنیکا (به روسی: Зеленика) در کشور مونته‌نگرو واقع شده‌است. جمعیت این شهر ۱٬۷۸۸ نفر  است.